# Idioma wichita
El wichita es una microlengua caddoana hablada en Oklahoma por los Wichita. Según datos de 1981, la etnia wichita poseía 500 miembros, de los cuales en 1991 solo unos diez hablaban la lengua, todos mayores de 60 años. Hoy es una lengua extinta ya que Doris McLemore, la última hablante de wichita, murió el 30 de agosto de 2016. Por lo que desde esa fecha es considerada una lengua muerta.

## Fonología
El wichita es inusualmente asimétrico a nivel de los fonemas, aunque ello sea menos evidente a nivel fonético. 

### Consonantes
El wichita tiene 10 consonantes. En la ortografía americanista generalmente usada cuando se describe la lengua Wichita, [ts] se deletrea como <c>, y [j] como <y>. 
|             | Alveolar | Palatal | Velar  | Velar | Glotal |
| plana       | Alveolar | Palatal | labial |       | Glotal |
| Oclusiva    | t        |         | k      | kʷ    | ʔ      |
| Africada    | ts       |         |        |       |        |
| Fricativa   | s        |         |        |       |        |
| Sonorante   | ɾ ~ n    |         |        |       |        |
| Aproximante |          | j       |        | w     | h      |

- Las labiales están generalmente ausentes, apareciendo solo en dos raíces: kammac moler maíz y camma:ci cavar, cultivar.
- La consonantes nasales son alofónicas. Los alófonos r y n tienen distribución complementaria, y la bilabial nasal m aparece en los dos verbos raíces mencionados más arriba.

### Vocales
El wichita tiene 4 grupos de alófonos con calidad de vocal: 
|               | Vocal anterior | Vocal posterior |
| ------------- | -------------- | --------------- |
| Vocal cerrada | ɪ ~ i ~ e      |                 |
| Vocal media   | ɛ ~ æ          | (o)             |
| Vocal abierta |                | ɒ ~ a           |

Se transcriben como i, e, a, o. 
Las vocales al final de las palabras no tienen voz. 
Rood discute si la letra [o] es o no fonémica, como es equivalente a menudo a cualquier vocal + /w/ + cualquier vocal. Por ejemplo, [awa] es frecuentemente contraído en [ó:] (el tono alto es un efecto de la consonante anulada). Relativamente hay pocos casos en que los parlantes no aceptarán la sustitución de vocal + /w/ + vocal por [o]; uno de ellos es [kó:s] 'águila'. 
Rood también propone que, con tres vocales discutiblemente altas, medias, y bajas, la distinción anterior-posterior no es fonémica, y que más bien se debe hablar de un 'sistema vocal vertical' (ver más abajo). Esto también ha sido propuesto para otros pocos lenguajes, tales como las Lenguas caucásicas del noroeste y las lenguas ndu de Papúa-Nueva Guinea. 
Claramente existe, al menos, un contraste en doble sentido en la longitud vocal. Rood propone que existe un contraste de tres vías, lo cual es muy extraño entre las lenguas mundiales, aunque bien demostrado en el caso del Mixe. Sin embargo, en el Wichita, para cada una de las tres o cuatro cualidades vocales, una de tres longitudes es rara, y por añadidura las vocales extra-largas frecuentemente implican un morfema extra, o sugieren que la prosodia puede estar funcionando. Por ejemplo,
niːchíːːʔih 'la fuerte' ('ch' se pronuncia [tsh])
niːːchíːːʔih 'la fuertes'
heːhirʔíːras 'deja que te encuentre'
heːːhirʔíːras 'deja que te lo encuentre'
hárah 'ahí'
háːrih 'aquí está' (se dice cuando se entrega algo)
háːːrih 'éste'
(Noten que es común en muchas lenguas usar extensiones prosódicas con demostrativos tales como 'ese'.)
Esto contrasta con el mixe, en el cual es fácil encontrar una extensión de tres vías sin la adición de morfemas. 
Con el análisis de Roods,el wichita tiene 9 vocales fonémicas:
|             | Vocal corta | Vocal larga | Vocal extralarga |
| ----------- | ----------- | ----------- | ---------------- |
| Vocal alta  | ɪ           | ɪˑ          | ɪː               |
| Vocal media | ɛ           | ɛˑ          | ɛː               |
| Vocal baja  | a           | aˑ          | aː               |

### Tono
Hay también un tono alto opuesto, indicado aquí por un acento agudo. 

### Sílaba y fonotácticas
Aunque los grupos de vocales son raros (a menos que las vocales extralargas sean grupos), los grupos de consonantes son abundantes en el Wichita. Las palabras pueden empezar con grupos tales como [kskh] (kskhaːrʔa) y [rh] (rhincʔa). El grupo más largo anotado en Wichita es de cinco consonantes seguidas, contando [ts] como una única consonante /c/: nahiʔinckskih 'mientras se duerme'. Sin embargo, las sílabas más comunes son CV o CVC.

## Gramática
Es aglutinativa, pero las formas superficiales a menudo difieren de las formas morfémicas reales debido al uso de una serie de procesos fonológicos inusuales en los límites del morfema.  
Los sonidos Wichita pueden incluir palabras únicas que requieran una frase en español para su traducción: kiyaːkíriwaːcʔárasarikitaʔahíːriks 'él trajo mucha carne a base de muchos viajes'.